# Tokugawa Hidetada
Tokugawa Hidetada (徳川 秀忠?; 2 maggio 1579 – 14 marzo 1632) è stato un militare giapponese.

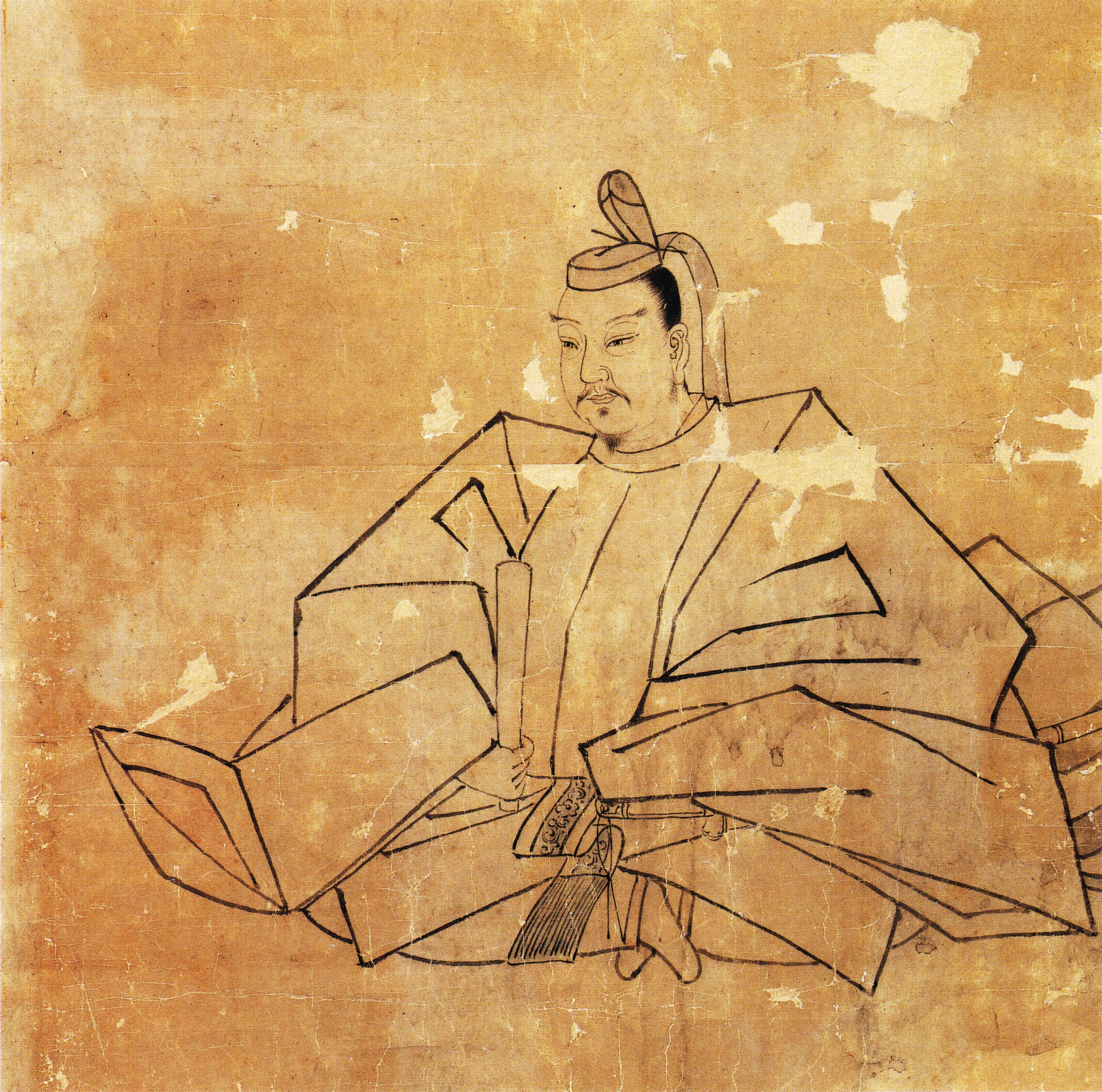
Shogun Tokugawa Hidetada

Terzo figlio di Tokugawa Ieyasu, fu il secondo shōgun dello shogunato Tokugawa.

## Infanzia
Hidetada nacque da una delle numerose consorti di Ieyasu, poco dopo la condanna a morte della sua moglie ufficiale e del primogenito di questi, Nobuyasu, accusati di aver tramato con Takeda Shingen contro Oda Nobunaga (in realtà Nobuyasu compì seppuku per ordine del padre). Da bambino gli venne dato il nome Nagamaru; a 11 anni venne inviato dal padre come ostaggio nel castello di Toyotomi Hideyoshi (era pratica comune che i vassalli inviassero un membro della propria famiglia alla corte del loro signore in modo che il signore potesse usarli contro di loro in caso di tradimento), così fu Hideyoshi a presiedere alla sua cerimonia di maturità in cui Nagamaru scelse il nome Hidetada. Poiché il secondo figlio di Ieyasu era stato adottato da Hideyoshi sin da tenera età, Hidetada venne nominato da Ieyasu successore del clan Tokugawa. Nel 1593, Hidetada poté riunirsi al padre.

## Carriera militare
In previsione di una sua morte prematura, ed essendo suo figlio Hideyori ancora piccolo, Toyotomi Hideyoshi nominò cinque reggenti che si sarebbero occupati del Paese fino alla maggiore età di Hideyori; uno di questi era Ieyasu. La speranza di Hideyoshi era che la rivalità tra i reggenti avrebbe impedito ad uno di loro di avere il sopravvento prima che Hideyori potesse salire al potere; infatti come prevedibile dopo la sua morte nel 1598 i cinque reggenti si combatterono per il controllo del Paese. Ben presto si divisero in due fazioni, una occidentale che seguiva Ishida Mitsunari e una orientale che seguiva appunto Tokugawa Ieyasu.
Le due fazioni giunsero ad uno scontro decisivo nel 1600 con la battaglia di Sekigahara; Hidetada, che era stato messo a capo di un esercito di 38.000 uomini per affrontare il clan Uesugi, schierato con la fazione occidentale, nella provincia di Shinano, fu richiamato dal padre a Sekigahara poco prima dello scontro. Il clan Sanada affrontò le truppe di Hidetada lungo il cammino, in più battaglie e senza giungere a uno scontro aperto, venendo infine assediati durante l'assedio di Ueda; la tattica funzionò, e Hidetada giunse sul luogo della battaglia dopo la sua conclusione. La battaglia fu comunque vinta da Ieyasu, ma questo avvenimento segnò una frattura nei rapporti tra padre e figlio.
Nel 1603 l'Imperatore Go-Yōzei concesse a Ieyasu il titolo di shōgun; al fine di evitare la guerra di successione che aveva seguito la morte di Hideyoshi, Ieyasu scelse dopo pochi anni il governo del chiostro, abdicando in favore di Hidetada nel 1605, ma mantenendo comunque il proprio potere fino alla propria morte.

## Shōgun
Hidetada così divenne shōgun, ma a causa della forte influenza paterna a lungo non ebbe il potere che la sua carica comportava. Sposò Oeyo, figlia di Oichi, la sorella minore di Oda Nobunaga, e da lei ebbe due figlie e due figli, nell'ordine Sen (nota come principessa Sen o Senhime), Iemitsu, Tadanaga e Masako. Un suo importante figlio non ufficiale fu Hoshina Masayuki.
Nel 1612 Hidetada diede Senhime in sposa a Toyotomi Hideyori, scatenando le ire del padre. Anche quando, non molto tempo dopo, Hidetada denunciò gli intrighi di Hideyori e lanciò un attacco al suo castello di Ōsaka, i due si trovarono su posizioni diverse; Ieyasu desiderava condurre un assedio per ridurre le perdite e costringere Hideyori a capitolare, mentre Hidetada preferiva condurre una campagna rapida e risolutrice. All'inizio prevalse la linea di Ieyasu e l'assedio di Osaka cominciò il 19 novembre 1614 (l'assedio vero e proprio però cominciò solo il 4 dicembre); si concluse temporaneamente il 22 gennaio, quando Hideyori giurò di abbandonare ogni idea di ribellione. Ad aprile 1615, però, le forze di Hideyori cominciarono ad attaccare alcune fortezze shogunali nei dintorni di Ōsaka, e il nuovo attacco alla fortezza di Hideyori fu guidata personalmente da Hidetada; il generale di Hideyori, Sanada Yukimura, fu ucciso, e Hideyori fu inseguito fino alle porte del suo castello. A questo punto Hidetada diede ordine di aprire il fuoco, e Hideyori, non essendo in grado di organizzare ulteriori linee di difesa, compì seppuku; insieme a lui morirono la madre e il figlio Kunimatsu, estinguendo così il clan Toyotomi. Solo Senhime venne risparmiata, per essere data in sposa a Honda Tadatoki l'anno successivo.
Nel 1616 Ieyasu morì, e Hidetada divenne finalmente shōgun anche di fatto; si concentrò nello sviluppo della capitale Edo e nel consolidamento dello shogunato. In particolare legò il clan alla famiglia imperiale, dando sua figlia Masako in sposa all'Imperatore Go-Mizunoo; la figlia di questi divenne l'Imperatrice Meishō.

## Shōgun claustrale

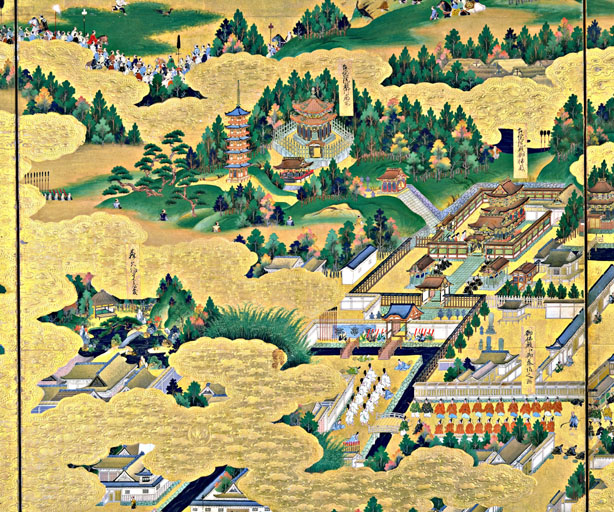
Shogun Iemitsu in visita al Mausoleo Taitoku-in, dalle stampe Edo-zu byōbu del XVII secolo

Nel 1623 Hidetada abdicò in favore di suo figlio Iemitsu, e seguendo l'esempio di suo padre divenne Ogosho, o shōgun claustrale, mantenendo tutto il suo potere. Nel 1628 dispose misure severe contro il Cristianesimo, che già suo padre aveva bandito dal Paese; ordinò la confisca e distruzione dei libri cristiani, ordinò ai daimyō cristiani di compiere seppuku e alla popolazione cristiana di abiurare, condannando a morte i cinquantacinque (tra giapponesi e stranieri) che rifiutarono, anche se molti fuggirono nel porto di Nagasaki, che rimase sostanzialmente un'isola culturale aperta agli scambi con l'esterno. Morì nel 1632.

## Onorificenze
- Primo grado senior (正一位, shō ichi-i) (30 marzo 1632, postumo)